# Omoto Kei
Kei Omoto (尾本 敬 Omoto Kei, sinh ngày 21 tháng 7 năm 1984 ở Chiba) là một cầu thủ bóng đá người Nhật Bản.

## Thống kê sự nghiệp câu lạc bộ
Cập nhật đến ngày 23 tháng 2 năm 2018.
| Thành tích câu lạc bộ | Thành tích câu lạc bộ | Thành tích câu lạc bộ | Giải vô địch | Giải vô địch | Cúp                   | Cúp                   | Cúp Liên đoàn | Cúp Liên đoàn | Châu lục | Châu lục  | Khác    | Khác      | Tổng cộng | Tổng cộng |
| Mùa giải              | Câu lạc bộ            | Giải vô địch          | Số trận      | Bàn thắng    | Số trận               | Bàn thắng             | Số trận       | Bàn thắng     | Số trận  | Bàn thắng | Số trận | Bàn thắng | Số trận   | Bàn thắng |
| Nhật Bản              | Nhật Bản              | Nhật Bản              | Giải vô địch | Giải vô địch | Cúp Hoàng đế Nhật Bản | Cúp Hoàng đế Nhật Bản | Cúp Liên đoàn | Cúp Liên đoàn | AFC      | AFC       | Khác1   | Khác1     | Tổng cộng | Tổng cộng |
| --------------------- | --------------------- | --------------------- | ------------ | ------------ | --------------------- | --------------------- | ------------- | ------------- | -------- | --------- | ------- | --------- | --------- | --------- |
| 2003                  | Yokohama F. Marinos   | J1 League             | 0            | 0            | 0                     | 0                     | 0             | 0             | –        | –         | –       | –         | 0         | 0         |
| 2004                  | Yokohama F. Marinos   | J1 League             | 0            | 0            | 1                     | 0                     | 0             | 0             | 1        | 0         | –       | –         | 2         | 0         |
| 2005                  | Yokohama F. Marinos   | J1 League             | 0            | 0            | 0                     | 0                     | 0             | 0             | –        | –         | –       | –         | 0         | 0         |
| 2006                  | Thespa Kusatsu        | J2 League             | 30           | 1            | 0                     | 0                     | –             | –             | –        | –         | –       | –         | 30        | 1         |
| 2007                  | Thespa Kusatsu        | J2 League             | 38           | 2            | 2                     | 0                     | –             | –             | –        | –         | –       | –         | 40        | 2         |
| 2008                  | Thespa Kusatsu        | J2 League             | 18           | 1            | 2                     | 0                     | –             | –             | –        | –         | –       | –         | 20        | 1         |
| 2009                  | Thespa Kusatsu        | J2 League             | 0            | 0            | 0                     | 0                     | –             | –             | –        | –         | –       | –         | 0         | 0         |
| 2010                  | Thespa Kusatsu        | J2 League             | 11           | 2            | 0                     | 0                     | –             | –             | –        | –         | –       | –         | 11        | 2         |
| 2011                  | Mito Hollyhock        | J2 League             | 32           | 1            | 3                     | 0                     | –             | –             | –        | –         | –       | –         | 35        | 1         |
| 2012                  | Mito Hollyhock        | J2 League             | 30           | 0            | 2                     | 0                     | –             | –             | –        | –         | –       | –         | 32        | 0         |
| 2013                  | Mito Hollyhock        | J2 League             | 29           | 2            | 1                     | 0                     | –             | –             | –        | –         | –       | –         | 30        | 2         |
| 2014                  | Mito Hollyhock        | J2 League             | 25           | 1            | 2                     | 0                     | –             | –             | –        | –         | –       | –         | 27        | 1         |
| 2015                  | Tochigi SC            | J2 League             | 13           | 1            | 0                     | 0                     | –             | –             | –        | –         | –       | –         | 13        | 1         |
| 2016                  | Tochigi SC            | J3 League             | 30           | 1            | –                     | –                     | –             | –             | –        | –         | 2       | 0         | 32        | 1         |
| 2017                  | Tochigi SC            | J3 League             | 24           | 2            | 1                     | 0                     | –             | –             | –        | –         | –       | –         | 25        | 2         |
| Tổng cộng sự nghiệp   | Tổng cộng sự nghiệp   | Tổng cộng sự nghiệp   | 280          | 14           | 14                    | 0                     | 0             | 0             | 1        | 0         | 2       | 0         | 297       | 14        |

1Bao gồm Playoffs J2/J3.